# سال امپراتوری ژاپنی
سال امپراتوری ژاپنی (به ژاپنی: 皇紀, kōki) یک گاه‌شماری ژاپنی در ژاپن است که بر اساس افسانه بنیانگذاری ژاپن توسط امپراتور جینمو در ۶۶۰ قبل از میلادی پایه‌گذاری شده‌است.
تقویم کوکی در اوایل سال ۱۸۷۲، اندکی پس از اینکه ژاپن سیستم تقویم میلادی را پذیرفت، مورد استفاده قرار گرفت و در طول اعتبار قانون اساسی میجی (۱۸۹۰–۱۹۴۷) محبوب بود.